# Wolfgang Ferdinand von Dörnberg
Freiherr Wolfgang Pandolphus Ferdinand von Dörnberg; auch Doernberg (* 30. August 1724 in Regensburg; † 9. September 1793 in Berlin) war Staatsminister der Landgrafschaft Hessen-Kassel, preußischer Justizminister (unter Friedrich dem Großen), Kammergerichtspräsident und 3. Erbküchenmeister in Hessen.

## Leben

### Familie
Wolfgang Ferdinand von Dörnberg war der Sohn von Johann Caspar Freiherr von Dörnberg (* 17. Mai 1689 auf Schloss Hausen bei Bad Hersfeld; † 6. Februar 1734 in Thomary, Schweden), Leiter der hessischen Kanzlei in Thomary und dessen Ehefrau Sophie Charlotte Maria (* 13. November 1696 in Wesel; † 1. Dezember 1738 in Lichtenvörde), eine Tochter von Johann Siegmund von Heyden, preußischer General der Kavallerie, Gouverneur von Lippstadt und Drost zu Wetter. Sein Bruder war:
- Karl Sigismund von Dörnberg (* 12. Mai 1718 in Marburg; † 18. Oktober 1778 in Hausen), Erbküchenmeister, verheiratet mit Florentine Theodore (* 1719; † 14. September 1762), eine Tochter von Friedrich Wilhelm Freiherr von Quadt zu Wykrath (1682–1724). In zweiter Ehe war er mit Henriette von und zu Mansbach (1743–1785) verheiratet, eine Tochter des hessischen Obersten Friedrich Wilhelm von und zu Mansbach (1711–1784) und dessen Ehefrau Sophie von Bernstein, aus dieser Ehe ging der spätere Generalleutnant Wilhelm von Dörnberg hervor, nach dem auch der Dörnberg-Aufstand gegen Jérôme Bonaparte benannt war.

Wolfgang Ferdinand von Dörnberg war seit dem 12. September 1748 in Dittershausen verheiratet mit Caroline Dorothea (* 28. Oktober 1728 in Dittershausen; † 29. Mai 1788 in Berlin), Tochter des Carl Ludwig von und zu Löwenstein (1688–1738), Hessen-Kasselscher Oberst, und dessen Ehefrau Dorothea Catharine von Baumbach. Gemeinsam hatten sie neun Söhne und eine Tochter, von diesen sind namentlich bekannt:
- Carl Ludwig von Dörnberg (1749–1819), Offizier, Deutschordensritter, Abgeordneter und seit 1793 4. Erbküchenmeister in Hessen;
- Wilhelm Ferdinand von Dörnberg (* 10. Oktober 1750 in Marburg; † 1783), Regierungspräsident in Minden;
- Friedrich Carl von Dörnberg (* 19. Februar 1754 in Kassel; † 10. März 1804 in Hanau), verheiratet mit Henriette (* 18. August 1767 in Berlin; † 27. Februar 1844 in Hanau), Tochter von Friedrich Christian Freiherr von Geuder-Rabensteiner (1710–1770), preußischer Kammerherr, Komtur der Kommende Supplingenburg,[2] zeitweilig Erbherr[3] auf Schloss Marquard, Freimaurer, Oberhofmeister der Erbprinzessin Wilhelmine von Hessen-Kassel;
- Hans Friedrich August von Dörnberg (* 24. April 1755 in Kassel; † 10. Februar 1803), hessen-kasselscher Kammerherr und Kriegs- und Domänenrat;
- Luise Wilhelmine Caroline Juliane von Dörnberg (* 12. September 1762 in Kassel; † unbekannt), verheiratet mit Karl Gottlob von Schenckendorff (* 17. August 1745 in Pinnow im Kreis Sternberg; † 12. Februar 1801 in Wulkow), königlich preußischer Oberstleutnant;
- Wilhelm Ludwig Moritz von Dörnberg (* 1764; † 1810), hessen-kasselscher Major;
- Johann Ernst von Dörnberg (1768–1828), Regierungspräsident und Generalkommissar;
- Konrad Heinrich von Dörnberg (* 24. August 1769 in Breitenbach am Herzberg; † 25. November 1828 in Regensburg), Kammerpräsident in Bayreuth, verheiratet mit Freiin Wilhelmine Sophie von Glauburg (1775–1835).

Er war Erbherr auf der Burg Herzberg in Breitenbach am Herzberg.

### Werdegang
Wolfgang Ferdinand von Dörnberg schrieb sich am 19. September an der Universität Marburg zum Studium der Rechtswissenschaften ein und wurde am 24. Dezember 1747 zum adligen Rat bei der Regierungskanzlei des Landgrafen Ludwig VIII. in Marburg ernannt und im darauffolgenden Jahr wurde er dort königlich-schwedischer und fürstlich-hessischer Regierungsrat.
Am 29. Januar 1752 kam er als Regierungsrat zur Regierung nach Kassel und wurde am 20. Dezember 1753 Kammerherr. Am 24. Februar 1760 erfolgte die Ernennung zum Geheimen Rat und zum Regierungsvizepräsidenten sowie am 5. Juli 1762 zum Wirklichen Geheimen Rat mit Sitz und Stimme im Geheimen Staatsministerium, hierbei blieb er Regierungsvizepräsident, bis er 1763 seinen Dienst quittierte.
Am 28. Februar 1771 trat er in preußische Dienste und wurde, als Nachfolger von Johann Ludwig von Dorville, Justizminister der französischen Kolonie. König Friedrich II. übertrug ihm dazu sowohl das geistliche Departement sowie das Direktorium der Armenangelegenheiten. Er war auch Präsident des französischen Oberdirektoriums und Oberkonsistoriums der Hugenotten in Berlin; später wurde ihm auch das oberste Präsidium der drei Senate des Kammergerichts übertragen und ab 1. Januar 1785 war er Präsident des Geheimen Obertribunals. Nach der Entlassung des Justizministers Karl Abraham von Zedlitz aus dem Staatsdienst übernahm er, gemeinschaftlich mit dem Großkanzler Johann Heinrich von Carmer, das Pfälzer Kolonie-Departement.
Im Juli 1788 gab er aus Krankheitsgründen das Präsidium beim Geheimen Obertribunal und Kammergericht an seinen Amtskollegen Eberhard Friedrich Christoph Freiherr von der Reck (1744–1816) ab, behielt jedoch sein übriges Ressort.
Nach seinem Tod ging sein Ressort zunächst interimistisch an Johann Heinrich von Carmer, der das Amt dann an Friedrich Wilhelm von Thulemeyer abgab.

## Auszeichnungen und Ehrungen
Wolfgang Ferdinand von Dörnberg war ein Ritter des Johanniterordens.

## Schriften (Auswahl)
- Bey dem höchst-betrübten Abschied des Philipp Frantz von Danckelmann, wolte durch diese Gedancken seine Betrübniß an den Tag legen. 1742,
- Christoph Philipp Höster; Carolina Dorothea von Löwenstein: Als der Reichsfrei-Hochwohlgebohrne Freiherr, Herr Wolfgang Ferdinand Freiherr von Dörnberg mit Carolina Dorothea von Löwenstein den 12. des Herbstmonats 1748 in Dittershausen sich vermählte. Marburg Müller 1748.
- Silvius Friedrich Ludwig von Franckenberg; Wolfgang Ferdinand von Doernberg: Als Wolffgang Ferdinand Freyherr von Dörnberg mit Carolina Dorothea von Löwenstein den 12. September 1748 sich zu Dietershausen vermählte. Marburg Müller 1748.
- Johann Heinrich Feder; Wolfgang Ferdinand von Doernberg: Den Wohlstand des Ehestandes wolte bey dem des 12ten Septembr. dieses 1748sten Jahrs celebrirten Hochfreyherrlich-Dörnberg-Löwensteinischen Vermählungs-Fest geziemend vorstelln. Marburg Müller 1748.
- Hugo Blair; Wolfgang Ferdinand von Doernberg; Friedrich Samuel Gottfried Sack: Hugo Blairs Predigten. Leipzig Weidmann 1781.
- Wolfgang Ferdinand von Doernberg; Thym; Johann Carl Friedrich Rellstab: Reglement wie in der Zukunft den mit der Kurmärkischen Reformirten Prediger-Wittwen-Casse verbundenen Predigern durch dieselbe der Beitritt zu der Königlichen Allgemeinen Wittwen-Verpflegungs-Societät erleichtert werden soll De Dato Berlin, den 9. Febr. 1789. Greifswald Universitätsbibliothek 2017.